# Unionville, Michigan
Unionville är en ort i Tuscola County i delstaten Michigan, USA.